# Вероника Мосина
Вероникас Мосина (рус. Вероника Алексеевна Мосина; Лењинград, 17. октобар 1988) је руска атлетичарка специјалиста за троскок и скок удаљ.
Године 2012. освојила је првенство Русије у троскоку, па је представљала Русију на Олимпијским играма у Лондону и заузела 17 место у квалификацијама троскока што није било довољно за финале. На Европском првенству у дворани 2013. у Гетеборгу освојила је 4. место. 

### Значајнији резултати
| Датум | Такмичење                    | Место    | Пласман | Резултат |
| ----- | ---------------------------- | -------- | ------- | -------- |
| 2012  | Олимпијске игре              | Лондон   | 17      | 13,96    |
| 2013  | Европско првенство у дворани | Гетеборг | 4       | 14,21    |
| 2014  | Светско првенство у дворани  | Сопот    | 9       | 13,68    |

## Лични рекорди
|           |              | Резултат | Место            | Датум              |
| --------- | ------------ | -------- | ---------------- | ------------------ |
| Троскок   | На отвореном | 14,50    | Чебоксари        | 4. јул 2012.       |
| Троскок   | У дворани    | 14,30    | Санкт Петербург] | 26. јануар 2013.   |
| Скок удаљ | На отвореном | 6,79     | Москва           | 11. јул 2013.      |
| Скок удаљ | У дворани    | 6,71     | Санкт Петербург] | 28. децембар 2012. |